# Ritratto d'uomo (Tiziano Parigi)
Il Ritratto d'uomo è un dipinto a olio su tela (118x96 cm) di Tiziano, databile al 1523 circa e conservato nel Louvre a Parigi.

## Storia
L'opera proviene dalle collezioni Gonzaga a Mantova, passando nel 1627 a Carlo I d'Inghilterra con i pezzi più pregiati. Dopo la decapitazione del sovrano venne messo all'asta e comprato dal banchiere francese Jabach, e in seguito passò a Luigi XIV.
Hourtiq propose di identificarvi Pietro Aretino, sulla base di una menzione in una lettera a Federico Gonzaga del 1527, ma in realtà è un'ipotesi senza fondamento, soprattutto in confronto al ben meglio documentato ritratto dell'Aretino alla Galleria Palatina di Firenze.

## Descrizione e stile
Da uno sfondo scuro emerge un personaggio maschile a mezza figura, col busto di tre quarti verso destra e il volto verso sinistra. Lo sguardo fissa un punto indefinito, lontano dallo spettatore. Indossa un'ampia casacca nera e una camicia bianca. Una mano è appoggiata in vita. Intensa è l'individuazione fisiognomica e il colloquio psicologico con lo spettatore, che tradisce varie caratteristiche del personaggio: nobiltà, risolutezza, intelligenza, ecc.